# Голлімід (Вірджинія)
Голлімід (англ. Hollymead) — переписна місцевість (CDP) в США, в окрузі Албемарл штату Вірджинія. Населення — 8601 особа (2020).

## Географія
Голлімід розташований за координатами 38°7′28″ пн. ш. 78°26′13″ зх. д. / 38.12444° пн. ш. 78.43694° зх. д. (38.124566, -78.437043).  За даними Бюро перепису населення США в 2010 році переписна місцевість мала площу 16,91 км², з яких 16,73 км² — суходіл та 0,19 км² — водойми.

## Демографія
Згідно з переписом 2010 року, у переписній місцевості мешкало 7690 осіб у 2855 домогосподарствах у складі 2077 родин. Густота населення становила 455 осіб/км².  Було 3013 помешкання (178/км²).
Расовий склад населення:
| - 82,9 % — білих - 7,9 % — азіатів - 5,3 % — чорних або афроамериканців - 0,2 % — корінних американців - 1,1 % — осіб інших рас |

До двох чи більше рас належало 2,5 %. Частка іспаномовних становила 2,9 % від усіх жителів.
За віковим діапазоном населення розподілялося таким чином: 29,6 % — особи молодші 18 років, 59,0 % — особи у віці 18—64 років, 11,4 % — особи у віці 65 років та старші. Медіана віку мешканця становила 39,1 року. На 100 осіб жіночої статі у переписній місцевості припадало 89,2 чоловіків;  на 100 жінок у віці від 18 років та старших — 85,5 чоловіків також старших 18 років.
Середній дохід на одне домашнє господарство  становив 97 674 долари США (медіана — 84 479), а середній дохід на одну сім'ю — 113 999 доларів (медіана — 103 519). Медіана доходів становила 71 938 доларів для чоловіків та 50 075 доларів для жінок. За межею бідності перебувало 3,0 % осіб, у тому числі 0,7 % дітей у віці до 18 років та 1,8 % осіб у віці 65 років та старших.
Цивільне працевлаштоване населення становило 4321 осіб. Основні галузі зайнятості: освіта, охорона здоров'я та соціальна допомога — 35,3 %, науковці, спеціалісти, менеджери — 14,2 %, роздрібна торгівля — 8,6 %, публічна адміністрація — 7,9 %.